# 赵峻 (唐朝)
趙峻（?—?），字儀山。奉天（今陝西乾縣）人。
趙蒙堂弟。唐懿宗咸通九年（868年）戊子科狀元，考官是禮部侍郎劉允章。事蹟待考。